# Cariniana integrifolia
Cariniana integrifolia är en tvåhjärtbladig växtart som beskrevs av Adolpho Ducke. Cariniana integrifolia ingår i släktet Cariniana och familjen Lecythidaceae. IUCN kategoriserar arten globalt som sårbar. Inga underarter finns listade i Catalogue of Life.